# Friedrich Torberg
Friedrich Torberg (Vienna, 16 settembre 1908 – Vienna, 10 novembre 1979) è stato uno scrittore e traduttore austriaco.

## Biografia
Lavorò come critico e giornalista a Vienna e Praga fino al 1938, quando la sua eredità ebraica lo costrinse ad emigrare in Francia e, successivamente, dopo aver ricevuto un invito dal New York PEN-Club come uno dei "Dieci eccezionali scrittori anti-nazisti tedeschi" (insieme a Heinrich Mann, Franz Werfel, Alfred Döblin, Leonhard Frank, Alfred Polgar e altri) negli Stati Uniti, lavorò come sceneggiatore a Hollywood e poi nella rivista Time a New York. Nel 1951 tornò a Vienna, dove rimase per il resto della sua vita.
Torberg fu conosciuto per i suoi scritti satirici di narrativa e saggistica, così come le sue traduzioni in tedesco delle storie di Ephraim Kishon.

## Opere
- Der Schüler Gerber hat absolviert (1930)
- … und glauben, es wäre die Liebe (1932)
- Mein ist die Rache (1943)
- Süsskind von Trimberg. Roman. Fischer, Frankfurt am Main 1972, ISBN 3-10-079002-2
- Die Tante Jolesch oder der Untergang des Abendlandes in Anekdoten (1975); tradotto da Maria Poglitsch Bauer and Sonat Hart, Ariadne Press, 2008, ISBN 978-1-57241-149-4.
- Die Erben der Tante Jolesch (1978)